# 特搜機器人Janperson
《特搜机器人Janperson》是日本東映製作的特攝電視劇。从1993年1月31日至1994年1月23日每周星期日8 : 00至8 : 30（JST）由朝日电视台放送，全50话，由东映制作的特摄电视剧，作品中的主人公，是虚构的机器人。为“金属英雄系列”的第12部作品。

## 登場人物
| 編號 | 名                     | 日配     | 中配 |
|      | ジャンパーソン／强帕森 | 小峰裕一 |      |
|      |                        |          |      |

## 關連項目
- 金屬英雄系列